# Вяра
Вярата е пълно упование или доверие в човек, предмет или е неосновано убеждение. Тя може да се отнася към определена система от религиозни убеждения. Еволюционният биолог и автор Ричърд Доукинс определя вярата като „...да си убеден в нещо не само независимо от доказателствата, ами точно заради липсата на доказателства“. Понятието „вяра“ има множество конотации и се използва по различни начини, често в зависимост от контекста.

## В християнството
Вярата според християнството „е даване на твърда увереност в онези неща, за които се надяваме, убеждения за неща, които не се виждат.“
Вярата е това нещо, чрез което хората, като част от материалния свят, разбират Бога, който е в една по-висша действителност – духовната.
Според Библията и всички монотеистични духовни книги, духовната действителност има пряка видимост и достъп до материалната. Докато за да може материалната действителност (или неин представител) да разбере какво се случва в духовната действителност, може да стане само и единствено чрез вярата.
- 11:1 А вярата е даване твърда увереност в ония неща, за които се надяваме, – убеждения за неща, които не се виждат.
- 1:6 А без вяра не е възможно да се угоди Богу, защото който дохожда при Бога трябва да вярва, че има Бог, и че Той възнаграждава тия, които го търсят
- :5 Но ако някому от вас не достига мъдрост, нека иска от Бога, Който дава на всички щедро без да укорява, и ще му се даде.
- 1:6 Но да проси с вяра без да се съмнява ни най-малко; защото, който се съмнява прилича на морски вълни, които се тласкат и блъскат от ветровете
- :13 Защото съдът е немилостив към този, който не е показал милост. Милостта тържествува над съда.
- 2:14 Каква полза, братя мои, ако някой казва, че има вяра, а няма дела? Може ли такава вяра да го спаси? 2:17 Така и вярата, ако няма дела, сама по себе си е мъртва.

### В езотеричното християнство
Според Петър Дънов вярата е „Да вярваш, че нещата ще станат така, както Бог е определил, и другояче не могат да станат.“, „Упование в Разумното, което лежи в основата на цялата природа.“ и „Закон за освобождение от ограниченията.“

## В индуизма и будизма
В индуизма думата за вяра е Śraddhā и има значението на непоколебима вяра и чистота на мисълта.
В будизма (пали: Saddhā, санскрит: Śraddhā) вярата е съществен елемент от ученията на Буда, тя представлява:
- убеждението, че нещо е
- решителността и решимостта за постигането на духовните цели
- и чувството за радост от предните две.

## Във философията
Епистемологично, когато става дума за вярване в идеи, в нещо, това е приемането

## Вяра в идеи и идеологии
Например „вяра в светлото комунистическо бъдеще“.

## Други
На вярата е наречена улица в квартал „Модерно предградие“ в София (Карта).